# Zirl
Zirl je obec v Rakousku ve spolkové zemi Tyrolsko v okrese Innsbruck-venkov, v soudním okrese Telfs. Leží v údolí nad řekou Inn a ve skalách propojených šesti mosty, v masivu severních Alp. Do katastru obce patří také Hochzirl, Martinswand, Ehnbachklamm a 2 637 metrů vysoký Klein Solstein.
K 1. lednu 2021 zde žilo 8 197 obyvatel.

## Historie

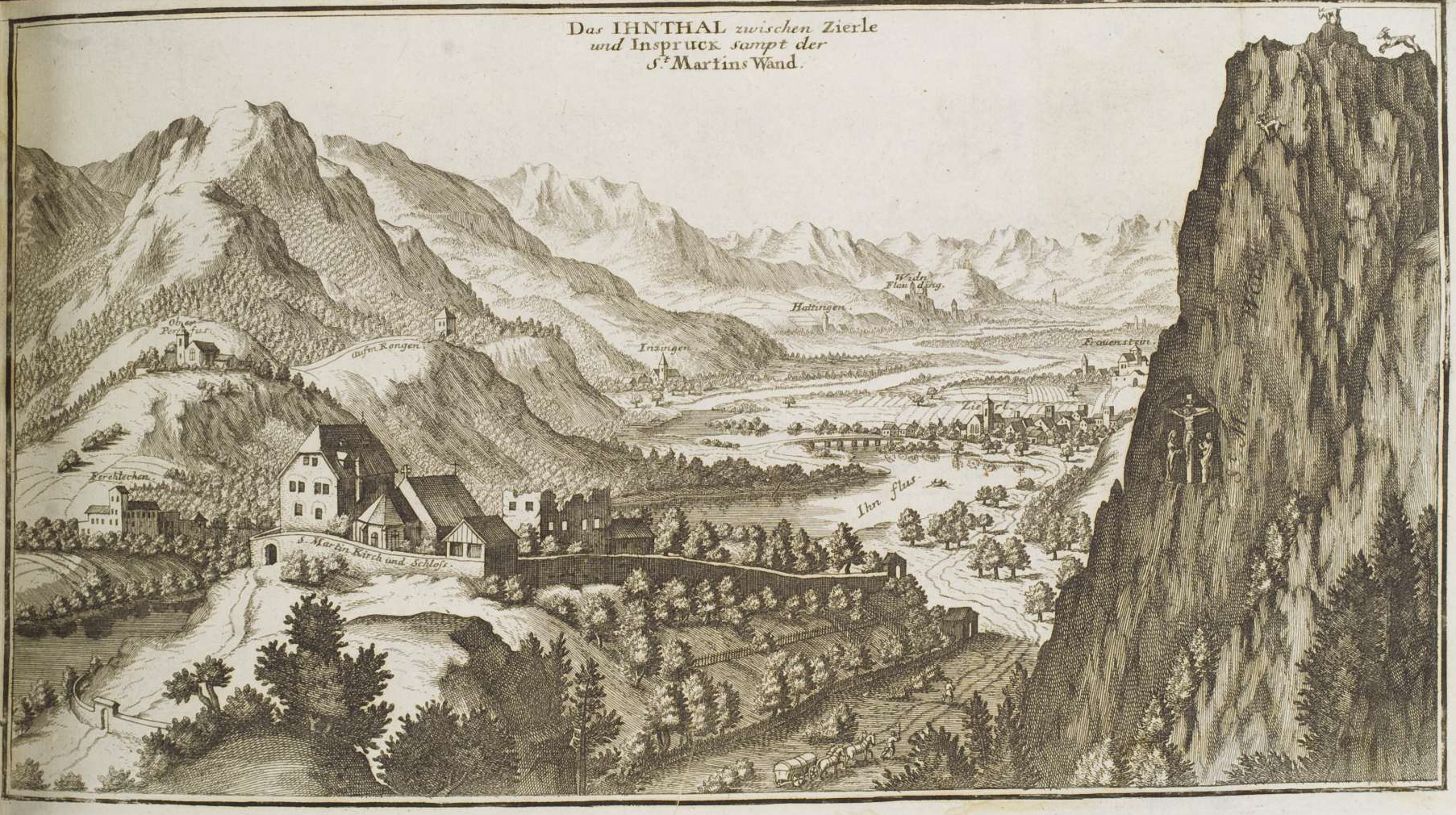
Martinsbühel kolem roku 1700, rytina Johanna Stridbecka

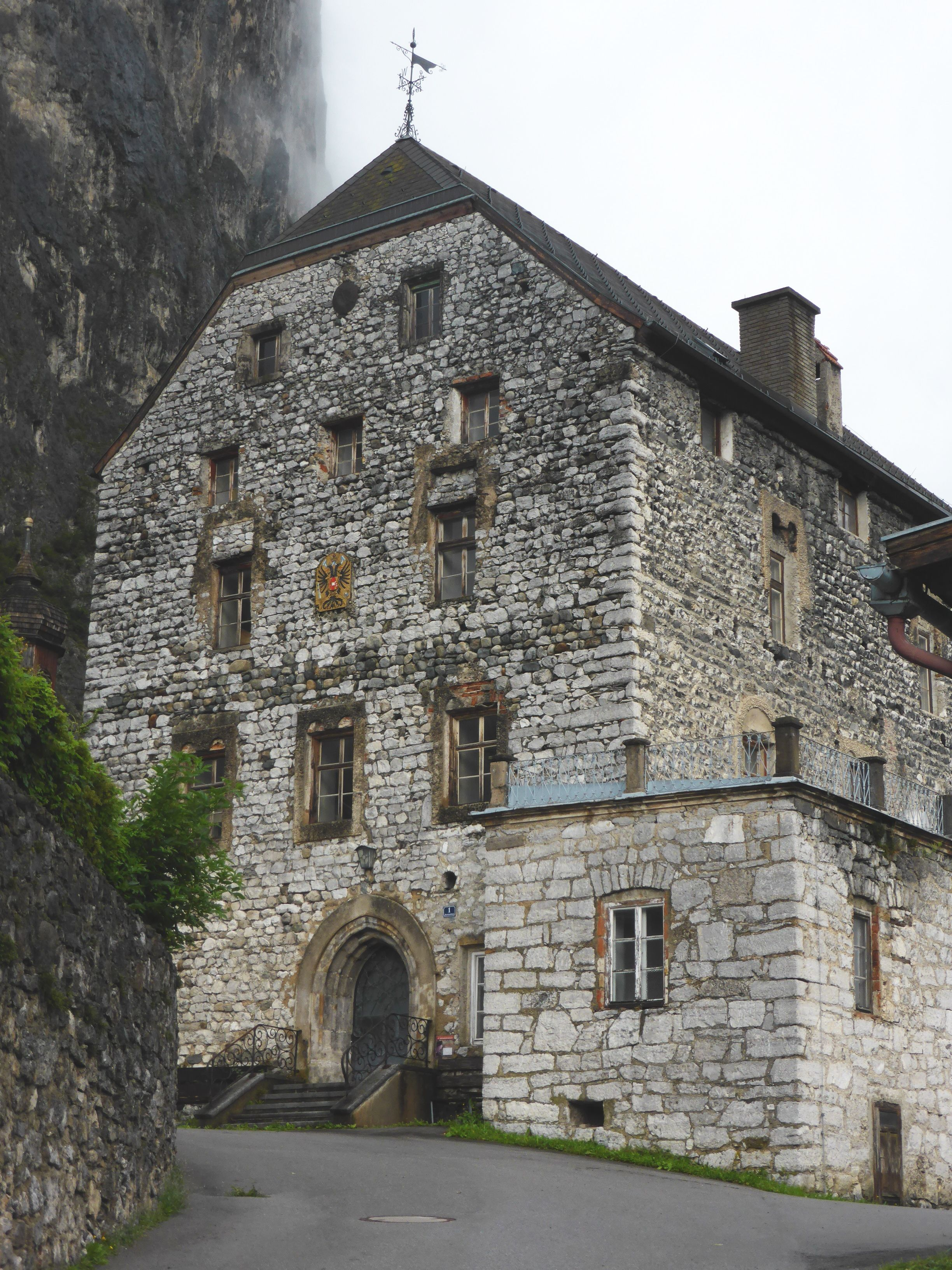
Martinsbühel, goticko-renesanční stavba na římských základech

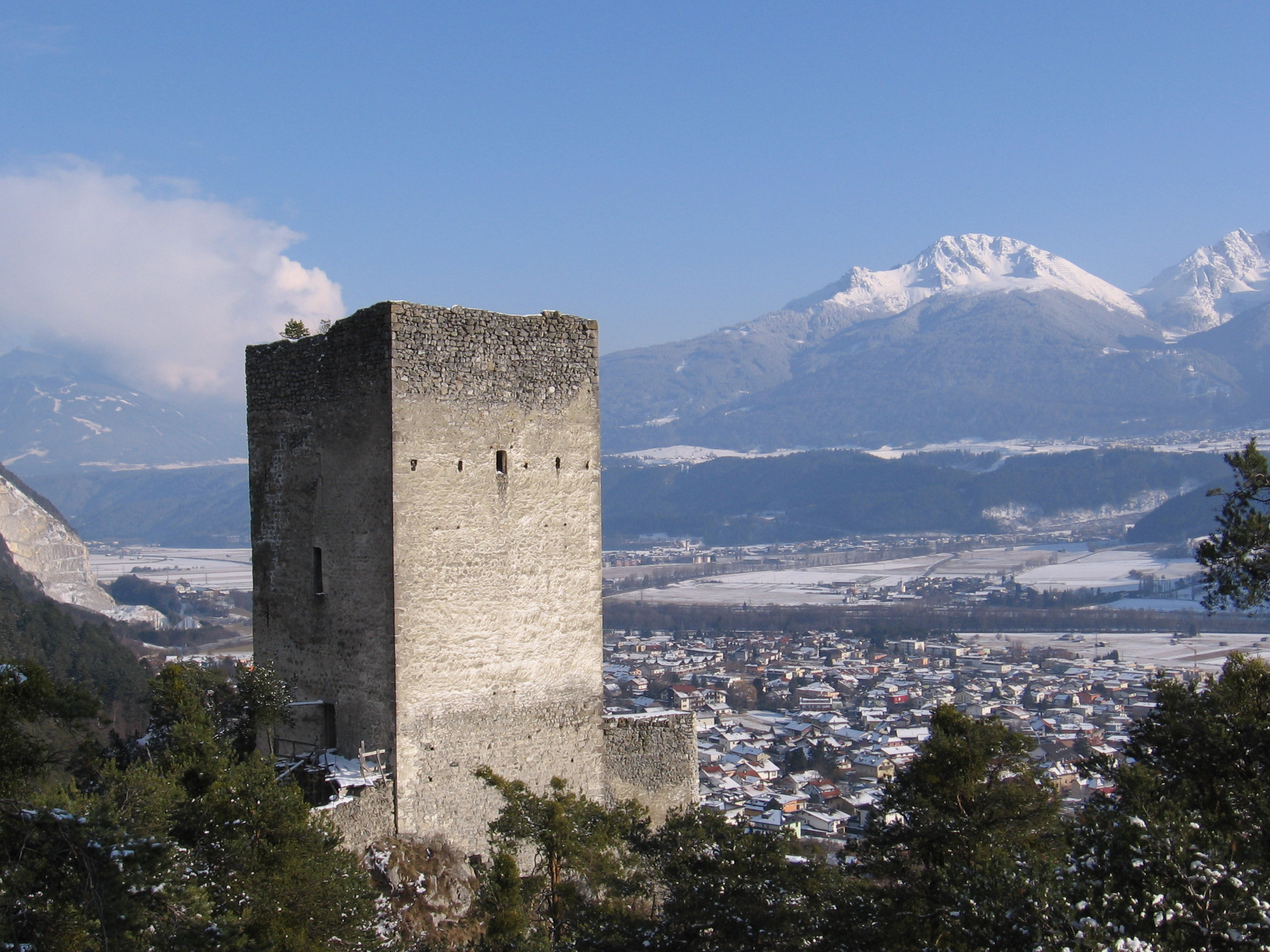
Zřícenina hradu Fragenstein

Obcí procházela římská cesta Via Raetia, která spojovala římskou provincii Raetia z Augsburgu přes Brennerský průsmyk v Alpách, Brixen a Trident se severní Itálií a končila ve Veroně. V 1. století n. l. zde byl zřízen vojenský tábor a na plošině v 30 metrech nad řekou Inn založeno římské opevněné sídlo Castell Teriolis, proměněné ve středověku na Martinsberg s hradem Martinsbühelem, jeskyní a kaplí sv. Martina. Křesťané zde měli již roku 570 římského biskupa Martina, všechny historické chrámy však zničily požáry obce, kterých bylo osm.
V roce 1363 sídlo zdědila arcivévodkyně Markéta Pyskatá, po ní je vlastnili Habsburkové, císař Maxmilián I. zde měl lovecký hrad. Dále jej užívali arcivévodové štýrští. V 19. století sídlo získala církev. V roce 1743 připadl Zirl Bavorům, kurfiřt Max Emanuel dal vystavět šance.
Železnice byla do Zirlu přivedena v letech 1910–1912 po proražení tunelů a vybudování dvou železničních mostů.
K 1.1.1984 byl Zirl povýšen na trhovou obec. Stoupající počet obyvatel dosvědčuje oblibu klidné rezidenční čtvrti. Obyvatelstvo se tradičně věnuje zemědělství, mj. vinařství, a službám v turistickému ruchu.

## Kultura a památky
- Martinsbühel – opevněné sídlo na Martinsbergu, s kaplí sv. Martina
- Zřícenina hradu Fragenstein s obytnou věží ze 14. století; hrad založen roku 1209, a vypálen roku 1703 ve válce o španělské dědictví, je v soukromém majetku.
- Farní kostel sv. Kříže, novorománský z let 1850–1860, fresky a zařízení novogotické
- Filiální kostel Bolestné Panny Marie, s kalvárií; v letech 1803–1805 postaven na skále na základech barokní kaple; vedou k němu výklenkové kaple
- Kaple sv. Pankráce raně středověkého původu, dvakrát přestavěná
- Morová kaple sv. Šebestiána z roku 1634
- Kamenný římský most o dvou pilířích a 1 oblouku, antická stavba z roku 45 př. n. l.
- Barokní kašna se sochou sv. Floriána
- Garberhaus – tyrolský lidový dům ze 17. století
- Pomník obětem první světové války
- Heimatmuseum

## Poloha
Zirl se nachází na jihozápadním konci pohoří Karwendel asi 10 km západně od Innsbrucku v údolí řeky Inn (Inntal) na jihovýchodním úpatí hory Zirler Berg (1057 m n. m.). Leží na severním břehu řeky Inn na náplavovém kuželu potoků Ehnbach a Schloßbach.
Obec má rozlohu 57,2 km². Z toho 61 % tvoří lesy, tři procenta alpské louky a čtyři procenta zemědělská půda. Z celkové rozlohy je 11 % území obydleno.
Zirl sousedí s obcemi Innsbruck, Inzing, Kematen in Tirol, Pettnau, Ranggen, Reith bei Seefeld, Scharnitz, Seefeld in Tirol, Unterperfuss, Völs.

## Znak
Blason: V děleném štítě se vpravo na bílém pozadí láme vpřed červená vinná réva, vlevo na červeném pozadí bílé ovčí nůžky.
Obecní znak, udělený v roce 1947, připomíná vinnou révu, o níž je první zmínka z roku 1335 a která je pro Severní Tyrolsko neobvyklá. Ovčí nůžky pocházejí z pečeti pánů z Fragenštejna, kteří sídlili na hradě Fragenštejn.